# 趙景達
趙 景達（ちょう けいたつ / 조 경달〈チョ キョンタル〉、1954年7月 - ）は、在日朝鮮人の歴史学者、元千葉大学教授。専門は朝鮮近代史・近代日朝比較思想史。

## 経歴
出生から修学期
1954年、東京都台東区で生まれた。両親は済州島出身者の家庭であった。中央大学文学部で学び、1973年に卒業。同大学院文学研究科に進み、1977年に修士課程を修了した。東京都立大学大学院人文科学研究科博士課程に移り、1986年に単位取得後退学。
近代史研究者として
同1986年、東京都立大学人文学部助手に採用された。1989年に千葉大学文学部助教授となり、2000年に同教授に昇格。2020年に千葉大学を退職。
この間、国立歴史民俗博物館で客員教授も務めた。その他にも、立教大学一般教育部、東京大学教養学部、茨城大学人文学部、神田外語大学外国語学部、明治大学大学院文学研究科・情報コミュニケーション学部、早稲田大学社会科学部・大学院社会科学研究科、東洋大学大学院文学研究科などで非常勤講師を務めた。

## 著作
単著
- 『異端の民衆反乱：東学と甲午農民戦争』岩波書店 1998
- 『朝鮮民衆運動の展開：士の論理と救済思想』岩波書店 2002
- 『植民地期朝鮮の知識人と民衆：植民地近代性論批判』有志舎 2008
- 『近代朝鮮と日本』岩波新書 2012
- 『植民地朝鮮と日本』岩波新書 2013
- 『朝鮮の近代思想：日本との比較』有志舎 2019
- 『近代朝鮮の政治文化と民衆運動：日本との比較』有志舎 2020
- 『朝鮮民衆の社会史：現代韓国の源流を探る』岩波新書 2024

共編著
- 『二〇世紀を生きた朝鮮人：「在日」から考える』林哲・徐京植共編, 大和書房 1998
- 『暴力の地平を超えて：歴史学からの挑戦』須田努・中嶋久人共編, 青木書店 2004
- 『戦争の時代と社会：日露戦争と現代』安田浩共編, 青木書店 2005
- 『アジアの国民国家構想：近代への投企と葛藤』久留島浩共編, 青木書店 2008
- 『近代日本のなかの「韓国併合」』安田常雄共編, 東京堂出版 2010
- 『ユーラシアと日本 交流と表象　国民国家の比較史』久留島浩共編, 有志舎(人間文化叢書) 2010
- 『岩波講座 東アジア近現代通史』(全10巻＋別巻), 和田春樹・後藤乾一・木畑洋一・山室信一・中野聡・川島真共編, 岩波書店 2010-2011
- 『「韓国併合」100年を問う　『思想』特集・関係資料』宮嶋博史・李成市・和田春樹共編, 岩波書店 2011
- 『植民地朝鮮：その現実と解放への道』東京堂出版 2011
- 『比較史的にみた近世日本：「東アジア化」をめぐって』須田努共編, 東京堂出版 2011
- 『近代日朝関係史』有志舎 2012
- 『講座東アジアの知識人』(全5巻) 原田敬一・村田雄二郎・安田常雄共編, 有志舎 2013-2014
- 『薩摩・朝鮮陶工村の四百年』久留島浩・須田努共編, 岩波書店 2014
- 『東アジア近現代通史：19世紀から現在まで』和田春樹・後藤乾一・木畑洋一・山室信一・中野聡・川島真共著, 岩波現代全書 2014
- 『儒教的政治思想・文化と東アジアの近代』有志舎 2018
- 『近代改革をめぐる抗争：甲午農民戦争から大韓帝国まで』(原典朝鮮近代思想史 3) 責任編集, 岩波書店、2022
- 『一五年戦争から解放へ：一九三〇年代から解放・分断まで』(原典朝鮮近代思想史 6) 責任編集, 岩波書店 2022